# Động cơ tên lửa khớp các đăng

Hướng của lực đẩy thay đổi tại các góc trục các đăng khác nhau

Hình động mô tả sự vận động của tên lửa khi góc miệng xả tên lửa thay đổi nhờ khớp các đăng

Động cơ thay đổi hướng lực đẩy bằng khớp các đăng (tên tiếng Anh-Gimbaled thrust) là một hệ thống thay đổi vec tơ lực đẩy của động cơ được sử dụng trên phần lớn các loại tên lửa, từ Chương trình tàu con thoi, tên lửa Saturn V, cho đến Falcon 9.

## Vận hành
Trong một hệ thống đổi hướng lực đẩy bằng khớp các đăng, động cơ hoặc là chỉ phần miệng xả của động cơ sẽ có thể quay theo hai trục dọc và ngang theo hai phía. Khi miệng xả động cơ di chuyển, thì hướng của lực đẩy cũng sẽ thay đổi, so với trọng tâm của tên lửa, do đó sẽ sản sinh ra moment làm quay/đổi hướng tên lửa quanh trọng tâm.
Sơ đồ minh họa ba trường hợp. Tên lửa ở giữa thể hiện cấu hình bay đường thẳng trong đó hướng của lực đẩy dọc theo đường tâm của tên lửa và xuyên qua trọng tâm của tên lửa. Trên tên lửa ở bên trái, vòi phun đã bị lệch sang bên trái và đường lực đẩy bây giờ nghiêng với đường tâm tên lửa một góc gọi là góc gimbal. Vì lực đẩy không còn đi qua trọng tâm nữa, nên một mômen quay được sinh ra và mũi tên lửa sẽ quay sang trái. Trên tên lửa ở bên phải, vòi phun đã bị lệch sang bên phải và mũi được dịch chuyển sang bên phải.